# Vuelta a Murcia 2006
La Vuelta a Murcia 2006, ventiseiesima edizione della corsa, valida come prova del circuito UCI Europe Tour 2006 categoria 2.1, si svolse in cinque tappe dal 1° al 5 marzo 2006 su un percorso totale di 641,5 km, con partenza ed arrivo a Murcia. Fu vinta dallo spagnolo Santos González del team 3 Molinos Resort, che si impose in 15 ore 33 minuti e 2 secondi, alla media di 41,25 km/h.
Al traguardo di Murcia 78 ciclisti completarono la vuelta.
Successivamente, Santos González fu squalificato per doping e la vittoria assegnata al secondo classificato José Iván Gutiérrez.

## Tappe
| Tappa  | Data     | Percorso                              | km    | Vincitore di tappa    | Leader cl. generale                 |
| ------ | -------- | ------------------------------------- | ----- | --------------------- | ----------------------------------- |
| 1ª     | 1º marzo | Murcia > Las Torres de Cotillas       | 162,2 | Heinrich Haussler     | Heinrich Haussler                   |
| 2ª     | 2 marzo  | Alcantarilla > Alhama de Murcia       | 172,4 | Alejandro Valverde    | Ángel Vicioso                       |
| 3ª     | 3 marzo  | Jumilla > Jumilla (Cron. individuale) | 21,6  | José Iván Gutiérrez   | José Iván Gutiérrez                 |
| 4ª     | 4 marzo  | Caravaca de la Cruz > Collado Bermejo | 146,6 | Carlos García Quesada | Santos González José Iván Gutiérrez |
| 5ª     | 5 marzo  | Murcia > Murcia                       | 138,7 | Heinrich Haussler     | Santos González José Iván Gutiérrez |
| Totale | Totale   | Totale                                | 641,5 |                       |                                     |

## Squadre e corridori partecipanti
| N.    | Cod. | Squadra                        |
| ----- | ---- | ------------------------------ |
| 1-8   | LSW  | Liberty Seguros-Würth          |
| 11-18 | DSC  | Discovery Channel              |
| 21-28 | LAM  | Lampre-Fondital                |
| 31-38 | CEI  | Caisse d'Epargne-Illes Balears |
| 41-48 | EUS  | Euskaltel-Euskadi              |
| 51-58 | GST  | Gerolsteiner                   |
| 61-68 | RAB  | Rabobank                       |

| N.      | Cod. | Squadra                    |
| ------- | ---- | -------------------------- |
| 71-78   | ECV  | Comunidad Valenciana       |
| 81-88   | MOL  | 3 Molinos Resort           |
| 91-98   | UNI  | Unibet.com                 |
| 101-108 | PAN  | Ceramiche Panaria-Navigare |
| 111-118 | REG  | Relax-GAM                  |
| 121-128 | KAI  | Kaiku                      |
| 131-138 | APV  | Andalucía-Paul Versan      |

## Dettagli delle tappe

### 1ª tappa
- 1º marzo: Murcia > Las Torres de Cotillas – 162,2 km

Risultati
| Pos. | Corridore           | Squadra        | Tempo    |
| ---- | ------------------- | -------------- | -------- |
| 1    | Heinrich Haussler   | Gerolsteiner   | 4h03'18" |
| 2    | Maximiliano Richeze | Panaria-Navig. | s.t.     |
| 3    | Jesús del Nero      | 3 Molinos      | s.t.     |

| Pos. | Corridore           | Squadra        | Tempo    |
| ---- | ------------------- | -------------- | -------- |
| 1    | Heinrich Haussler   | Gerolsteiner   | 4h03'18" |
| 2    | Maximiliano Richeze | Panaria-Navig. | s.t.     |
| 3    | Jesús del Nero      | 3 Molinos      | s.t.     |

### 2ª tappa
- 2 marzo: Alcantarilla > Alhama de Murcia – 172,4 km

Risultati
| Pos. | Corridore          | Squadra        | Tempo    |
| ---- | ------------------ | -------------- | -------- |
| 1    | Alejandro Valverde | Caisse d'Epar. | 4h02'36" |
| 2    | Ángel Vicioso      | Liberty Seg.   | s.t.     |
| 3    | Giuliano Figueras  | Lampre         | s.t.     |

| Pos. | Corridore         | Squadra        | Tempo    |
| ---- | ----------------- | -------------- | -------- |
| 1    | Ángel Vicioso     | Liberty Seg.   | 8h05'54" |
| 2    | José Luis Rubiera | Caisse d'Epar. | s.t.     |
| 3    | Vasil' Kiryenka   | Caisse d'Epar. | s.t.     |

### 3ª tappa
- 3 marzo: Jumilla > Jumilla – Cronometro individuale – 21,6 km

Risultati
| Pos. | Corridore           | Squadra        | Tempo  |
| ---- | ------------------- | -------------- | ------ |
| 1    | José Iván Gutiérrez | Caisse d'Epar. | 25'34" |
| 2    | Aleksandr Vinokurov | Liberty Seg.   | a 10"  |
| 3    | Michael Rich        | Gerolsteiner   | a 14"  |

| Pos. | Corridore           | Squadra        | Tempo    |
| ---- | ------------------- | -------------- | -------- |
| 1    | José Iván Gutiérrez | Caisse d'Epar. | 8h31'28" |
| SQ   | Santos González     | 3 Molinos      | a 15"    |
| 3    | David Bernabéu      | Comunidad Val. | a 29"    |

### 4ª tappa
- 4 marzo: Caravaca de la Cruz > Collado Bermejo – 146,6 km

Risultati
| Pos. | Corridore             | Squadra        | Tempo    |
| ---- | --------------------- | -------------- | -------- |
| 1    | Carlos García Quesada | Unibet.com     | 3h49'47" |
| 2    | Damiano Cunego        | Lampre         | a 3"     |
| 3    | Emanuele Sella        | Panaria-Navig. | a 36"    |

| Pos. | Corridore           | Squadra        | Tempo     |
| ---- | ------------------- | -------------- | --------- |
| SQ   | Santos González     | 3 Molinos      | 12h22'08" |
| 1    | José Iván Gutiérrez | Caisse d'Epar. | 12h22'11" |
| 2    | David Bernabéu      | Comunidad Val. | a 24"     |

### 5ª tappa
- 5 marzo: Murcia > Murcia – 138,7 km

Risultati
| Pos. | Corridore           | Squadra        | Tempo    |
| ---- | ------------------- | -------------- | -------- |
| 1    | Heinrich Haussler   | Gerolsteiner   | 3h10'54" |
| 2    | Maximiliano Richeze | Panaria-Navig. | s.t.     |
| 3    | David Muñoz         | Comunidad Val. | s.t.     |

| Pos. | Corridore           | Squadra        | Tempo     |
| ---- | ------------------- | -------------- | --------- |
| SQ   | Santos González     | 3 Molinos      | 12h22'08" |
| 1    | José Iván Gutiérrez | Caisse d'Epar. | 15h33'05" |
| 2    | David Bernabéu      | Comunidad Val. | a 24"     |

## Evoluzione delle classifiche
| Tappa              | Vincitore             | Classifica generale                 | Classifica a punti | Classifica montagna                | Classifica combinata                | Classifica a squadre           |
| ------------------ | --------------------- | ----------------------------------- | ------------------ | ---------------------------------- | ----------------------------------- | ------------------------------ |
| 1ª                 | Heinrich Haussler     | Heinrich Haussler                   | Heinrich Haussler  | Egoi Martínez                      | Heinrich Haussler                   | Gerolsteiner                   |
| 2ª                 | Alejandro Valverde    | Ángel Vicioso                       | Ángel Vicioso      | Santos González Alejandro Valverde | Ángel Vicioso                       | 3 Molinos Resort               |
| 3ª                 | José Iván Gutiérrez   | José Iván Gutiérrez                 | Ángel Vicioso      | Santos González Alejandro Valverde | Santos González José Iván Gutiérrez | Caisse d'Epargne-Illes Balears |
| 4ª                 | Carlos García Quesada | Santos González José Iván Gutiérrez | Ángel Vicioso      | Carlos García Quesada              | Santos González José Iván Gutiérrez | Comunidad Valenciana           |
| 5ª                 | Heinrich Haussler     | Santos González José Iván Gutiérrez | Heinrich Haussler  | Carlos García Quesada              | Santos González José Iván Gutiérrez | Comunidad Valenciana           |
| Classifiche finali | Classifiche finali    | Santos González José Iván Gutiérrez | Heinrich Haussler  | Carlos García Quesada              | Santos González José Iván Gutiérrez | Comunidad Valenciana           |

## Classifiche finali

### Classifica generale
| Pos. | Corridore             | Squadra        | Tempo     |
| ---- | --------------------- | -------------- | --------- |
| SQ   | Santos González       | 3 Molinos      | 15h33'02" |
| 1    | José Iván Gutiérrez   | Caisse d'Epar. | 15h33'05" |
| 2    | David Bernabéu        | Comunidad Val. | a 24"     |
| 3    | Jan Hruška            | 3 Molinos      | a 29"     |
| 4    | Carlos García Quesada | Unibet.com     | a 36"     |
| 5    | Ángel Vicioso         | Liberty Seg.   | a 38"     |
| 6    | Alejandro Valverde    | Caisse d'Epar. | a 1'06"   |
| 7    | Damiano Cunego        | Lampre         | a 1'38"   |
| 8    | Giuliano Figueras     | Lampre         | a 1'50"   |
| 9    | Emanuele Sella        | Panaria-Navig. | a 1'58"   |

### Classifica a punti
| Pos. | Corridore             | Squadra        | Punti |
| ---- | --------------------- | -------------- | ----- |
| 1    | Heinrich Haussler     | Gerolsteiner   | 50    |
| 2    | Ángel Vicioso         | Liberty Seg.   | 48    |
| 3    | Maximiliano Richeze   | Panaria-Navig. | 40    |
| 4    | Carlos García Quesada | Unibet.com     | 39    |
| SQ   | Santos González       | 3 Molinos      | 36    |

### Classifica scalatori
| Pos. | Corridore             | Squadra        | Punti |
| ---- | --------------------- | -------------- | ----- |
| 1    | Carlos García Quesada | Unibet.com     | 24    |
| SQ   | Santos González       | 3 Molinos      | 17    |
| 3    | Alejandro Valverde    | Caisse d'Epar. | 12    |
| 4    | Ezequiel Mosquera     | Comunidad Val. | 11    |
| 5    | José Luis Martinez    | Comunidad Val. | 10    |

### Classifica combinata
| Pos. | Corridore           | Squadra        | Tempo |
| ---- | ------------------- | -------------- | ----- |
| SQ   | Santos González     | 3 Molinos      | 8     |
| 1    | José Iván Gutiérrez | Caisse d'Epar. | 10    |
| 2    | Ángel Vicioso       | Liberty Seg.   | 15    |

### Classifica a squadre
| Pos. | Squadra                        | Tempo     |
| ---- | ------------------------------ | --------- |
| 1    | Comunidad Valenciana           | 46h43'48" |
| 2    | Lampre-Fondital                | a 1'01"   |
| 3    | Caisse d'Epargne-Illes Balears | a 1'34"   |
| 4    | Unibet.com                     | a 2'47"   |
| 5    | 3 Molinos Resort               | a 3'35"   |